# سن پابلو (شیلی)
سن پابلو (به اسپانیایی: San Pablo) یک شهرستان در شیلی است که در استان اوسورنو واقع شده‌است. سن پابلو ۶۳۷٫۳ کیلومتر مربع مساحت و ۱۰٬۱۶۲ نفر جمعیت دارد.